# Gitana (escultura)

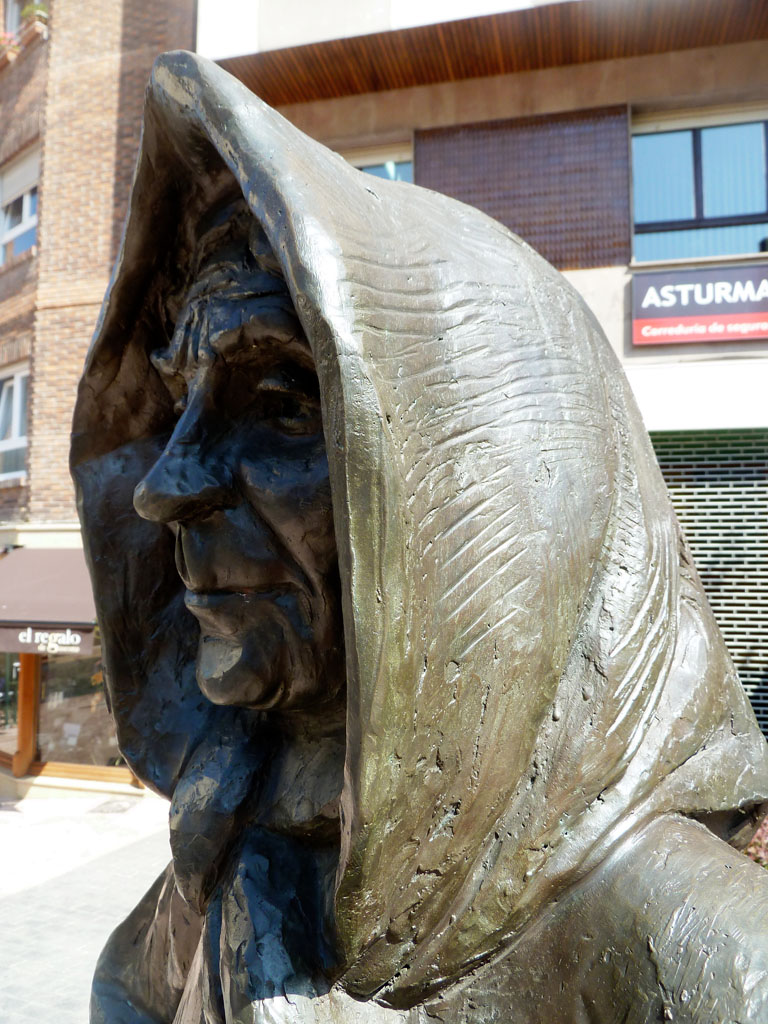
Rostro de la Gitana.

La escultura urbana conocida como Gitana, ubicada en la entrada de la calle Gascona (Oviedo), desde la de Jovellanos, en la ciudad de Oviedo, Principado de Asturias, España, es una de las más de un centenar que adornan las calles de la mencionada ciudad española.
El paisaje urbano de esta ciudad se ve adornado por obras escultóricas, generalmente monumentos conmemorativos dedicados a personajes de especial relevancia en un primer momento, y más puramente artísticas desde finales del siglo XX.
La escultura, hecha en bronce, es obra de Sebastián Miranda, y está datada en 2005. Se trata de una copia moderna, de tamaño mayor que la original,  que se llevó a cabo tras la muerte del escultor, a petición de la asociación de sidrerías de la calle Gascona, que es conocida como “Bulevar de la sidra”, al Ayuntamiento de Oviedo una vez adquirió los derechos de reproducción de diez obras del célebre escultor, entre las que se encontraba ésta. La obra presenta  una placa de bronce a los pies en la que  se lee: "GITANA / SEBASTIAN MIRANDA / OVETENSE / 1885 - 1975"